# Teatro Giuseppe Verdi

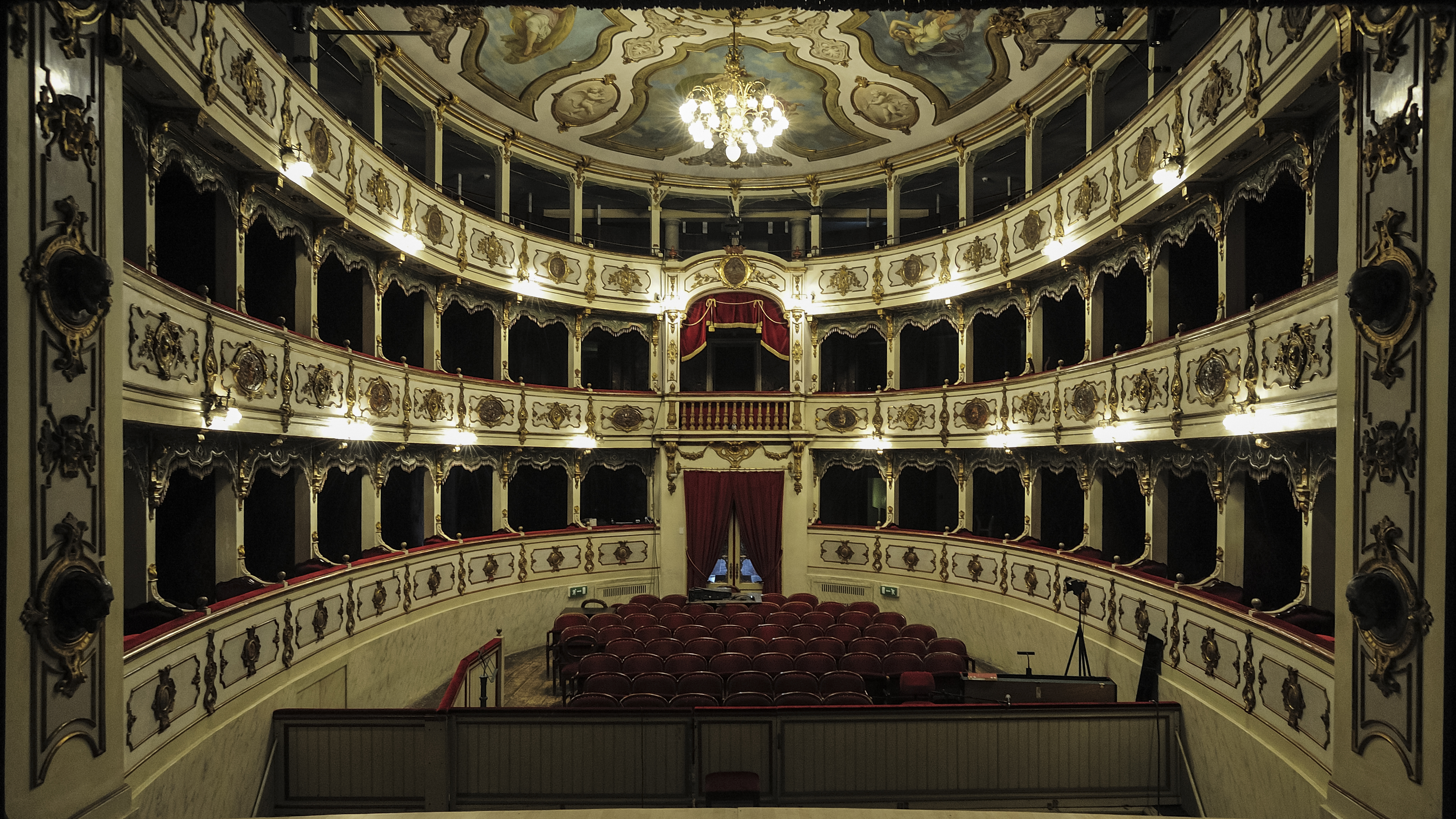
Interior do Teatro Giuseppe Verdi

O Teatro Giuseppe Verdi é uma pequena casa de ópera localizado numa ala da Rocca dei Marchesi Pallavicino na Piazza Giuseppe Verdi em Busseto, Itália, uma cidade intimamente associada com a vida do compositor de ópera, Giuseppe Verdi. A partir do século XIII, a “rocca” ou “fortaleza” era o palácio da família; atualmente é a sede da prefeitura, depois de ser adquirida pelo município em 1856. O teatro foi inaugurado em 15 de agosto de 1868 e tem capacidade para 300 pessoas.
Antes de 1856, um teatro existia no mesmo local, e enquanto os planos para construir um novo foram iniciados em 1845, nada aconteceu até que o município assumisse o projeto. Projetado por Pier Luigi Montecchini, o teatro está localizado em um nível superior da prefeitura e é alcançado por uma grande escadaria. Fora do teatro há um busto de Verdi feito por Giovanni Dupré. O interior é tradicionalmente em forma de ferradura com três filas de caixas e um teto elegantemente projetado com quatro medalhões representando comédia, tragédia, melodrama e drama romântico.
Apesar de Verdi se opor à sua construção (seria “muito caro e inútil no futuro”, disse ele) e ter a reputação de nunca ter colocado os pés nele, ele contribuiu com 10.000 liras para a construção e manteve sua própria caixa. Na noite de abertura, todas as operadoras se vestiram de verde, os homens todos usando gravatas verdes, as mulheres usando vestidos verdes. Duas óperas de Verdi foram apresentadas: Rigoletto e Un ballo in maschera . Verdi não compareceu, embora vivesse a apenas 3 km de distância em sua casa, a Villa Verdi, na aldeia de Sant'Agata, em Villanova sull'Arda .
Em 1913, Arturo Toscanini conduziu uma performance de Falstaff em comemoração ao centenário do nascimento de Verdi e arrecadou fundos para o que é hoje um grande monumento do compositor localizado na praça. Em 2001, o teatro recriou os cenários de 1913 para um renascimento; estes foram usados novamente em outubro de 2013 para uma performance de centenário de Verdi em Falstaff .
O teatro foi extensivamente renovado na década de 1990. Apresenta uma temporada regular de apresentações de ópera.